# Yves Pillet
Pour les articles homonymes, voir Pillet.
Yves Pillet, né le 13 mai 1939 à Arvillard (Savoie) où il est mort le 10 mars 2024,, est un homme politique français.

## Politique
Il est élu député de 1988 à 1993 avec 50,62 % dans la 9e circonscription de l'Isère. Il est maire de Pont-en-Royans de 1977 à 2014. Il est élu conseiller général du canton en 1976. Il est élu conseiller régional en 1986. Il est président de la Communauté de communes de la Bourne à l'Isère et membre de la commission au tourisme. Il est aussi 1er vice-président du Syndicat Mixte "Pays du Sud-Grésivaudan" chargé du tourisme, de la culture et du patrimoine.
Il est président du Parc naturel régional du Vercors et aussi président du conseil d'administration du Musée de l'eau de Pont-en-Royans.

## Synthèse des fonctions et des mandats
Mandats locaux
- 1977 - 2014 : Maire de Pont-en-Royans
- 1976 - 1994 : Conseiller général du Canton de Pont-en-Royans
- 1er janvier 1998 - en cours : Président de la Communauté de communes de la Bourne à l'Isère
- - en cours : 1er vice-président du Syndicat Mixte "Pays du Sud-Grésivaudan"
- 1986 - : Conseiller régional de Rhône-Alpes

Mandat parlementaire
- 12 juin 1988 - 1er avril 1993 : Député de la 9e circonscription de l'Isère